# مهبط الكويف
مهبط الكويف الجوي كان مهبطا صغيرًا عسكريًا خلال الحرب العالمية الثانية في الجزائر، يقع بالقرب من بلدة الكويف في عمالة قسنطينة آنذاك حاليا ولاية تبسة، على بعد حوالي 180 كم جنوب شرق قسنطينة. خلال الحرب العالمية الثانية، استخدمته القوات الجوية للجيش الأمريكي، المجموعة الجوية الثانية عشرة، المجموعة المقاتلة 81 خلال الحملة الشمال أفريقية ضد فيلق أفريقيا الألماني في فبراير ومارس 1943.

## تاريخ
كان عبارة عن مهبط مؤقت بني من قبل مهندسي الجيش الأمريكي باستخدام الاتربة المضغوطة على المدرجه ومواقف السيارات ومناطق التشتت. لم يكن مصمما للطائرات الثقيلة أو للاستخدام طويل الأمد. كانت درجات الحرارة السائدة في المنطقة من بين الأعلى في العالم، ما جعل الصفائح الفولاذية مثقبة غير مناسبة تماما للاستخدام في أوقات الحر الشديد لفقدانها الصلابة اللازمة لاي هبوط آمن للطائرات.
بعد الحرب العالمية الثانية، أصبحت الرحلات الجوية من الكويف تربط المسافرين بين تبسة وعنابة. في عام 1957، افتتح مدرج هبوط جديد. كان مستخدمًا بكثافة من قبل شركة فوسفات قسنطينة.
بمجرد تحرك الفرقة 81 شرقًا نحو تونس، قام مهندسو الجيش بتفكيك المطار. اليوم، يمكن رؤية بقايا مدرجه في الصور الجوية، وبخلاف ذلك، لم يتبق شيء من المنشأة.